# 班坦 (康乃狄克州)
班坦（英語：Bantam）是位於美國康乃狄克州利奇菲爾德縣的一個自治市。

## 人口
根據2020年美國人口普查的數據，班坦的面積為2.62平方千米，當中陸地面積為2.62平方千米，而水域面積為0.00平方千米。當地共有人口720人，而人口密度為每平方千米274人。